# 大阪府立園芸高等学校
大阪府立園芸高等学校（おおさかふりつ えんげい こうとうがっこう）は、大阪府池田市に所在する公立の農業高等学校。

## 概要
農業系の3学科を設置する農業高等学校である。フラワーファクトリ科では植物の栽培技術を中心に学ぶ。同学科では、草花の栽培を中心に学ぶ草花デザインコースと、果樹栽培を中心に学ぶ都市園芸コースの2コースがある。環境緑化科では環境や造園を中心に学ぶ。同学科では、環境コースと緑化コースの2コースに分かれる。バイオサイエンス科ではバイオテクノロジーを中心に学ぶ。同学科では、生命科学コースと食品科学コースの2コースに分かれる。
学校敷地は国道171号（バイパス道路）を隔てて南北に分かれ、南北の敷地間の往来は地下道でおこなっている。また校内には川が流れている。
2006年度より知的障害生徒自立支援コースを設置し、知的障害を持つ生徒の受け入れをおこなっている。
なお、2012年には、スーパーサイエンスハイスクールに選定された（全国の農業系高等学校で、2012年度までで唯一）。

## 沿革
1915年に豊能郡立農林学校として、豊能郡秦野村尊鉢（現在の池田市井口堂・水月公園付近）に開校した。1920年には商業科を併置して豊能郡立農商学校と改称し、1923年には豊能郡から大阪府へと移管して大阪府立農商学校と改称した。
1924年には大阪府立農学校から園芸科が独立し、さらに従来の大阪府立農商学校と合併する形で、大阪府立園芸学校へと改編された。大阪府立園芸学校への改編と同時に、豊能郡秦野村大字畑（現在の池田市旭丘2丁目）に移転している。
1937年より現在地の建設工事が始まり、1941年3月に現在地への移転が実施された。なお旧敷地は、1941年4月より大阪府立池田中学校（現在の大阪府立池田高等学校）が使用している。
1948年の学制改革により、大阪府立園芸高等学校へと改称した。男女共学は、女子生徒が初めて入学した1955年に始められた。
また現在の豊能町および能勢町にあたる地域に東能勢・田尻・能勢・西能勢の4分校を設置した。能勢・西能勢・田尻の3分校は1954年に合併して大阪府立能勢高等学校として独立している。また東能勢分校は1976年に大阪府立城山高等学校として独立した。
2006年には大阪府の高校再編策により、大阪府立城山高等学校の園芸科との機能統合をおこなっている。

### 年表
- 1915年 - 豊能郡立農林学校として、豊能郡秦野村尊鉢（現在の池田市井口堂・水月公園付近）に開校
- 1924年 - 大阪府立園芸学校に改称。豊能郡秦野村大字畑（現在の大阪府立池田高等学校の位置）に移転
- 1941年 - 現在地へ移転
- 1944年 - 敷地内に大阪農業専門学校（大阪府立大学農学部の前身の一つ）を併設
- 1948年
  - 4月1日 - 大阪府立園芸高等学校に改称。園芸科を設置
  - 8月1日 - 能勢分校を設置
  - 10月15日 - 東能勢・田尻・西能勢の各分校設置
- 1949年 - 普通科を設置（募集はこの年1学年のみ）
- 1954年
  - 4月1日 - 能勢・西能勢・田尻の3分校を廃止、大阪府立能勢高等学校として独立
  - 月日不明 - 校章制定
- 1955年 - 校歌制定
- 1956年 - 農芸化学科を設置
- 1963年 - 造園科を設置
- 1976年4月1日 - 東能勢分校が大阪府立城山高等学校として独立
- 1987年 - 農芸化学科を微生物技術科に、造園科を環境緑化科に学科改編
- 1989年 - 園芸科をフラワーファクトリー科に学科改編
- 1994年 - 制服改定
- 1995年 - 阪神・淡路大震災で被災、学校施設にも被害
- 2006年 - 微生物技術科をバイオサイエンス科に学科改編。大阪府立城山高等学校の園芸科と機能統合
- 2012年 - スーパーサイエンスハイスクールに選定される

## 交通
- 阪急バス 園芸高校前バス停。
- 阪急電鉄（宝塚本線・箕面線）石橋阪大前駅 西へ約1km。徒歩15分ぐらい。

## 出身者
- 鏡五郎（演歌歌手）
- 梶田功（箕面市長、B&G財団会長）